# 查普爾鎮區 (密蘇里州豪厄爾縣)
查普爾鎮區（英語：Chapel Township）是位於美國密蘇里州豪厄爾縣的一個行政鎮區。

## 地方資料
查普爾鎮區的面積為98.59平方千米，當中陸地面積為98.57平方千米，而水域面積為0.01平方千米。根據2020年美國人口普查的數據，當地共有人口587人，而人口密度為每平方千米5.95人。